# Codex Laurentianus
Un Codex Laurentianus (in lingua italiana Codice laurenziano) è uno dei manoscritti della Biblioteca Medicea Laurenziana di Firenze che appartenevano alla collezione storica di base al momento dell'apertura della biblioteca nel 1571.

## Storia
La maggior parte dei volumi proveniva dalla biblioteca che vari membri della famiglia Medici avevano messo insieme. Sotto papa Leone X Medici, i libri andarono a Palazzo Madama a Roma; sotto papa Clemente VII Medici, che commissionò anche la costruzione della biblioteca, la collezione tornò a Firenze.
La collezione di base comprende anche le biblioteche degli umanisti Francesco Sassetti (1421-1490) e Francesco Filelfo, oltre ai codici donati a papa Leone X o da lui acquistati a Roma per integrare la biblioteca di famiglia.
Prima dell'apertura della biblioteca, il granduca Cosimo I confiscò anche i manoscritti del convento domenicano di San Marco a beneficio della Laurenziana.

## Conservazione
I manoscritti furono preventivamente rilegati in modo uniforme in rilegature recanti lo stemma dei Medici e che si sono conservate. I manoscritti furono collocati nei plutei, i banchi di lettura accessibili al pubblico, e quindi la relativa segnatura era composta dal pluteo, ad esempio P.69., e dal numero consecutivo, ad esempio 18, da cui si ricava la segnatura Plut.69.18 (corrispondente a un manoscritto del XV secolo degli scritti di Senofonte), che fu annotata su ciascun volume.
Altri gruppi più ampi di fondi sono i Medicei Palatini, i Conventi soppressi dall'abolizione degli ordini da parte di Napoleone nel 1808, di cui fu vittima anche la biblioteca del Convento di San Marco, ma che costituiscono un fondo separato di San Marco. Qui si trovano le biblioteche degli umanisti Niccolò Niccoli, Poggio Bracciolini, Lorenzo e Vespasiano da Bisticci e Giorgio Antonio Vespucci (1434-1514). Nel 1884 sono stati acquisiti per la Laurenziana circa 2000 manoscritti della Collezione Ashburnham.

## Codices Laurentiani
I Plutei comprendono:
- Codex Laurentianus 32.16: Le dionisiache, un'opera di Nonno di Panopoli;
- Codex Laurentianus 35.30: De rerum natura, opera poetica di Lucrezio in una copia di Niccolò Niccoli;
- Codex Laurentianus 39.1: Virgilio Laurenziano, manoscritto del V secolo con le opere di Publio Virgilio Marone;
- Codex Laurentianus 55.4: diverse opere militari in lingua greca, tra cui lo Strategikon redatto dall'imperatore Maurizio, i trattati De militari scientia, De re strategica e Rhetorica militaris di Siriano Magister, iTattica di Asclepiodoto, i Tattica di Eliano, i Poliorcetica di Enea Tattico, i Tattica e l'Ordine di battaglia contro gli Alani di Arriano, lo Strategikon di Onasandro;
- Codex Laurentianus 60.3: l'opuscolo Critica della commedia di Elio Aristide;
- Codex Laurentianus 60.6: il Panathenaikos, discorso in lode di Atene, di Elio Aristide;
- Codex Laurentianus 68.1: contiene un'opera di Orazio e le Lettere di Ignazio, nonché gli Annales di Tacito (libri 1-6).
- Codex Laurentianus 68.2: Annales di Tacito, libri 11-16; Historiae di Tacito;
- Codex Laurentianus 69.22: copia del Contro Apione di Flavio Giuseppe;
- Codex Laurentianus 70.37: Romanzo di Alessandro dello pseudo-Callistene;
- Codice Laurenziano 71,33: una copia del Corpus Hermeticum;
- Codex Laurentianus 73.20: copie di Apicio, della Germania di Tacito (f. 45-61) e la traduzione latina di Francesco Aretino delle lettere dello pseudo-Dionigi con un omaggio a papa Pio II nella prefazione;
- Codex Laurentianus 74.10: contiene le opere Sulla febbre e Terapeutica, risalenti al medico Alessandro di Tralles;
- Codex Laurentianus 87.3: contiene un trattato di Plotino;
- Codex Laurentianus 90 sup. 125: realizzato negli anni '40 del '300 da Francesco di Ser Nardo da Barberino contenente la Divina Commedia di Dante Alighieri.